# Ingo Pommerening
Ingo Pommerening (* 10. April 1935 in Kahlstädt bei Usch; † 14. Februar 2021 in Berlin) war ein deutscher Anglist und Hochschullehrer.

## Leben
Ingo Pommerening studierte in Hamburg, Berlin, Durham und London die Fächer Anglistik, Germanistik und Psychologie. 1963 wurde er an der Freien Universität Berlin mit einer Arbeit über Arnold Bennett als Literaturkritiker promoviert. Von 1971 bis zum Ende des Wintersemesters 1999/2000 lehrte er als Professor am Fachbereich Philosophie und Geisteswissenschaften der Freien Universität Berlin.
Ingo Pommerening war von 1984 bis 2004 Vorsitzender der Berliner Gesellschaft für das Studium der Neueren Sprachen. Außerdem gehörte er dem Bund Freiheit der Wissenschaft an und war Vorstandsmitglied der Sektion Berlin-Brandenburg.
Sein Grab befindet sich auf dem Friedhof Zehlendorf.

## Veröffentlichungen
- Arnold Bennett als Literaturkritiker. Dissertation. Berlin 1964.
- 15 Jahre Notgemeinschaft. 1970 bis 1985. mit Hans Joachim Geisler und Richard Hentschke. Notgemeinschaft für eine freie Universität, Berlin 1986. (OCLC=469467141).
- Als Gastdozent und Lyriker im Berlin der fünfziger Jahre: D. J. Enright. In: Joerg Helbig (Hrsg.): Welcome to Berlin - Das Image Berlins in der englischsprachigen Welt von 1700 bis heute. Berlin 1987. ISBN 978-3-87776-750-4. S. 131–142.
- Maria Verch: Gesammelte Aufsätze. (Hrsg.) Berliner Beiträge zur Anglistik, Band 2. Lang. Frankfurt a. M. 1993. ISBN 978-3-631-45649-1.